# Nudochernes pseudotroglobius
Espèce
Nudochernes pseudotroglobius est une espèce de pseudoscorpions de la famille des Chernetidae.

## Distribution
Cette espèce est endémique du Guizhou en Chine. Elle se rencontre dans le xian de Xishui dans la grotte Daozuo.

## Description
Les femelles mesurent de 3,11 à 3,16 mm et le mâle paratype 2,77 mm.

## Publication originale
- Xu, Gao & Zhang, 2022 : « Two new species of the pseudoscorpion subfamily Lamprochernetinae Beier, 1932 from Guizhou, China (Pseudoscorpiones: Chernetidae). » Zootaxa, no 5105(4), p. 581-592.